# Антонов, Иван Михайлович
Иван Михайлович Антонов (1924—2001) — советский работник сельского хозяйства, директор совхоза, Герой Социалистического Труда.

## Биография
Родился 10 сентября 1924 года в деревне Медовка (ныне — Рамонского района Воронежской области).
В 1942 году окончил Усманскую среднюю школу. Будучи с детства инвалидом, в армию не призывался. Трудовую деятельность начал агрономом в Азербайджанской ССР. В 1947 году окончил Воронежский сельскохозяйственный институт.
В 1956—1961 годах Антонов работал в Семикаракорском районе Ростовской области главным агрономом Бакланниковского плодоовощного совхоза. С марта 1961 по январь 1987 года — директор плодоовощного совхоза «Страховский» Ростовского производственного объединения консервной промышленности «Донконсерв» Министерства пищевой промышленности СССР, Семикаракорский район.
В 1987—1992 годах работал главным специалистом Управления сельского хозяйства Ростовского облисполкома. С 1992 года находился на пенсии.
Умер 6 июля 2001 года, похоронен в Ростове-на-Дону.

## Награды

Могила Антонова на Северном кладбище Ростова-на-Дону.

- Указом Президиума Верховного Совета СССР от 17 марта 1981 года за выдающиеся производственные достижения, досрочное выполнение заданий и социалистических обязательств, проявленную трудовую доблесть, Антонову Ивану Михайловичу присвоено звание Героя Социалистического Труда с вручением ордена Ленина и золотой медали «Серп и Молот».
- Награждён ещё одним орденом Ленина (1970), орденами Октябрьской Революции (1973), «Знак Почета» (1966) и медалями СССР, а также медалями ВДНХ СССР.
- Заслуженный агроном РСФСР.